# Бјачеза ди Ледро (Тренто)
Бјачеза ди Ледро је насеље у Италији у округу Тренто, региону Трентино-Јужни Тирол.
Према процени из 2011. у насељу је живело 208 становника. Насеље се налази на надморској висини од 418 м.